# Dinosaur Polo Club
Dinosaur Polo Club是一間位於紐西蘭威靈頓的二人獨立遊戲工作室，於2013年由彼得·柯瑞（Peter Curry）和羅伯特·柯瑞（Robert Curry）兄弟創立。知名作品包括《迷你地鐵》（2015年）及《迷你公路》（2019年）。

## 歷史
2001年，彼得和羅伯特·柯瑞兄弟大學剛畢業，兄弟倆在遊戲開發商Sidhe擔任程式設計師，隨後於2006年離職，轉而開發獨立遊戲。2013年，Dinosaur Polo Club由彼得·柯瑞和羅伯特·柯瑞在Game Jam上創立。2013年4月，他們開始開發第一款遊戲《迷你地鐵》，當時名為《Mind the Gap》，羅伯特·柯瑞在乘坐倫敦地鐵後萌生了創作這款遊戲的想法。2019年，他們發行了《迷你地鐵》的續作《迷你公路》，這兩款遊戲皆獲得了正面的評價。

## 獎項
| 年份 | 獎項                         | 來源  |
| ---- | ---------------------------- | ----- |
| 2020 | 威靈頓金獎                   | [ 4 ] |
| 2021 | 新西蘭國際商業獎最佳新興企業 | [ 5 ] |

## 外部連結
- 官方网站